# کالینا مسکودا-لوئیس
کالینا مسکودا-لوئیس (انگلیسی: Kaleena Mosqueda-Lewis؛ زادهٔ ۳ نوامبر ۱۹۹۳) بازیکن بسکتبال اهل ایالات متحده آمریکا است.
وی در مسابقات کشوری و بین‌المللی در مجموع برندهٔ ۴ مدال طلا شده‌است.